# Sioulet
Le Sioulet est une rivière française qui coule en Auvergne, dans le département du Puy-de-Dôme et la région administrative "Auvergne-Rhône-Alpes". C'est un affluent gauche de la Sioule, donc un sous-affluent de la Loire par l'Allier.

## Géographie
De 46 km de longueur, le Sioulet prend naissance sur le territoire de la localité de Giat, dans le département du Puy-de-Dôme, aux confins du département de la Creuse, au lieu-dit Pradeix, à 790 m d'altitude. 
Il coule globalement du sud-ouest vers le nord-est.
Il se jette dans la Sioule (rive gauche) à Miremont, au nord de Saint-Jacques-d'Ambur, à une quinzaine de kilomètres en aval de Pontgibaud, à 506 m d'altitude, dans la retenue des Fades Besserves derrière le barrage des Fades.

### Communes et cantons traversés
Dans le seul département du Puy-de-Dôme, le Sioulet traverse les dix communes suivantes, de l'amont vers l'aval, de Giat (source), Verneugheol, Herment, Sauvagnat, Puy-Saint-Gulmier, Saint-Etienne-des-Champs, Combrailles, Pontaumur, Miremont, Saint-Jacques-d'Ambur (confluence).
Soit en termes de cantons, le Sioulet prend et conflue dans le même canton de Saint-Ours, dans l'arrondissement de Riom.

### Bassin versant
Le Sioulet traverse les huit zones hydrographiques K322, K323, K324, K325, K326, K327, K328, K329 pour une superficie totale de 1 332 km2. Ce bassin versant est constitué à 65,29 % de « territoires agricoles », à 32,76 % de « forêts et milieux semi-naturels », à 1,47 % de « territoires artificialisés », à 0,48 % de « surfaces en eau ». 

### Organisme gestionnaire
L'organisme gestionnaire est le SMADC ou syndicat mixte pour l'Aménagement et de Développement des Combrailles.

## Affluents
Le Sioulet a quinze tronçons affluents référencés dont :
- le Laveix,
- le Petit Sioulet,
- la Ganne,
- la Ribière,
- la Ribe,
- le Tyx,
- le Bessanton,
- la Saunade (en rive gauche)
- les Feraudes,
- le Chevalet,
- le Teissoux,
- les Côtes,

## Hydrologie
Le Sioulet est une rivière abondante, à l'instar de ses voisines de la région du nord du Massif central, issues des hauteurs fortement arrosées.

### Le Sioulet à Miremont
Son débit a été observé depuis le 1er janvier 1986 , à Miremont, localité du département du Puy-de-Dôme, à 511 m d'altitude. Le bassin versant de la rivière y est de 472 km2 (soit la plus de 80 % de celui-ci qui s'étend sur 550 km2[réf. nécessaire]).
Le module de la rivière à Pontaumur est de 5,91 m3/s.
Le Sioulet présente des fluctuations saisonnières de débit assez marquées. Les hautes eaux se déroulent en hiver et au début du printemps, et portent le débit mensuel moyen à un niveau situé entre 8,37 et 10,7 m3/s, de décembre à avril inclus (avec un maximum en janvier). Dès le mois de mai, le débit baisse régulièrement jusqu'à la période des basses eaux d'été, de juillet à septembre, accompagnée d'une chute du débit moyen mensuel jusqu'à 1,16 m3/s au mois d'août, ce qui reste consistant, il est vrai. Mais ces moyennes mensuelles ne sont que des moyennes et occultent des fluctuations bien plus prononcées sur de courtes périodes.

### Étiage ou basses eaux
Aux étiages, le VCN3 peut chuter jusque 0,230 m3/s, soit 230 litres par seconde, ce qui est déjà sévère (environ 5 % du module), mais ce fait est fréquent parmi les rivières de la région.

### Crues
Les crues peuvent être très importantes, comme très souvent sur le rebord nord du massif central français, dont les sols sont constitués de roches peu perméables. Ainsi le débit instantané maximal enregistré a été de 125 m3/s le 4 février 2003, tandis que la valeur journalière maximale était de 89,00 m3/s le 27 avril 1998. La hauteur maximale instantanée a été de 211 cm soit encore 2,11 m, le 4 février 2003.
Les QIX 2 et QIX 5 valent respectivement 56 et 81 m3/s. Le QIX 10 est de 97 m3/s, le QIX 20 de 110 m3/s, tandis que le QIX 50 est de 130 m3/s. D'où il ressort que les crues de juin 1992, dont mention a été faite, étaient d'ordre vicennal, et donc non exceptionnelles.

### Lame d'eau et débit spécifique
Le Sioulet est une rivière abondante et bien alimentée par les précipitations abondantes sur la plus grande partie de son bassin. La lame d'eau écoulée dans son bassin versant est de 396 millimètres annuellement, ce qui est nettement supérieur à la moyenne d'ensemble de la France, et aussi à la moyenne des bassins de l'Allier et de la Loire (244 millimètres par an). Le débit spécifique (ou Qsp) atteint 12,5 litres par seconde et par kilomètre carré de bassin.